# El baño (Mary Cassatt)
El baño del niño (o El baño) es una pintura al óleo sobre lienzo realizado en 1893 por la artista estadounidense Mary Cassatt. Tanto el tema como la perspectiva a vista de pájaro fueron inspirados en grabados en madera japoneses. El tema de la pintura es la dignidad de la maternidad, utilizando un estilo similar al de Edgar Degas.
El Instituto de Arte de Chicago adquirió la obra en 1910. Desde entonces, es una de las obras más populares de este museo.

## Descripción
Mary Cassatt realizó este cuadro en 1891, creando dos figuras, una madre y un niño pequeño. La escena de género se centra en el baño diario de un niño; es decir, un momento íntimo, “especial sin ser especial”. La madre sostiene al niño con firmeza y con un gesto protector de su mano izquierda mientras con la otra mano le lava suavemente los pies. El pequeño y regordete brazo izquierdo del niño se apoya en el muslo de la madre, mientras que la otra mano descansa sobre su propia pierna. La mano derecha de la madre sostiene suavemente el pie en la palangana, imitando la presión del niño sobre su propio muslo. Para darle profundidad, Cassatt modeló las caras de forma que sobresalieran del espacio circundante utilizando varios trazos irregulares y creando líneas gruesas que delineaban las formas y destacaban del fondo estampado. La aspereza de la pincelada se desvanece al contemplar la obra desde lejos.

## Influencias
Mary Cassatt se inspiró en algunos de sus pares impresionistas, y en particular en Edgar Degas. El primer cuadro impresionista que llegó a Estados Unidos fue un pastel de Degas que compró precisamente Cassatt. Comenzó a exponer con los impresionistas en 1877, conoció además a otros pintores del grupo, como Claude Monet y Berthe Morisot. En 1890, tres años antes de realizar El baño, durante una exposición de grabados en madera japoneses en la Academia de Bellas Artes de París, quedó cautivada por las estampas niponas. Cassatt se sintió atraída por la simplicidad y claridad de los patrones japoneses y el uso de bloques de color.